# Winfried Thiel
Winfried Thiel (* 29. Juni 1940 in Cottbus; † 16. Oktober 2024) war ein deutscher evangelischer Theologe.

## Leben
Winfried Thiel wurde 1940 in Cottbus geboren. Nach seiner Schulzeit an Grund- und Oberschule ebenda wurde sein Versuch Theologie an der Humboldt-Universität in Berlin zu studieren auf Grund seiner christlichen Einstellung verhindert. Nach seinem praktischen Jahr als Weber-Anlernling am VEB Tuchfabrik Cottbus beginnt er im Mai 1959 ein Studium im Bereich Altes Testament mit den Sprachen Latein, Griechisch und Hebräisch mit dem Schwerpunkt Kirchengeschichte an der kirchlichen Ausbildungsstätte Evangelisches Sprachkonvikt in Berlin. Zwei Jahre später wechselte er dann doch an die Humboldt-Universität in Berlin. Er studierte im Fachbereich Altes Testament Ägyptologie, Akkadistik und Semitistik. Dort war er Assistent bei Siegfried Herrmann, nach Herrmanns Wechsel nach Bochum dann bei Karl-Heinz Bernhardt.
Er promovierte 1970 mit einer wegweisenden Arbeit zur Redaktionsgeschichte des Jeremiabuches zum Dr. theol. Habilitation dann ebenda 1976. Seine über 1000 Seiten starke Habilitationsschrift „Die soziale Entwicklung Israels in vorstaatlicher Zeit“ konnte nur in Auszügen erscheinen.
1980 wurde er als Dozent an die evangelisch-theologische Fakultät in Marburg berufen, konnte aber erst 1982 die DDR verlassen und die Stelle in Marburg antreten. Er lehrte anschließend von 1992 bis 2005 als Nachfolger seines akademischen Lehrers Siegfried Herrmann als Professor für Altes Testament mit dem Schwerpunkt Exegese und Geschichte Israels in Bochum.

## Schriften (Auswahl)
- Die deuteronomistische Redaktion von Jeremia 1–25. Neukirchen-Vluyn 1973, ISBN 3-7887-0341-5.
- Die deuteronomistische Redaktion von Jeremia 26–45. Mit einer Gesamtbeurteilung der deuteronomistischen Redaktion des Buches Jeremia. Neukirchen-Vluyn 1981, ISBN 3-7887-0647-3.
- Die soziale Entwicklung Israels in vorstaatlicher Zeit. Neukirchen-Vluyn 1985, ISBN 3-7887-1221-X.
- mit Karl Matthiae: Biblische Zeittafeln. Neukirchen-Vluyn 1985, ISBN 3-7887-0795-X.
- Gelebte Geschichte. Studien zur Sozialgeschichte und zur frühen prophetischen Geschichtsdeutung Israels. Neukirchen-Vluyn 2000, ISBN 3-7887-1823-4.